# USS California (1921)
De USS California (BB-44) was een Amerikaans slagschip dat in het begin van de Pacificoorlog in Pearl Harbor, Hawaï, afgemeerd lag in de Battleship Row en aldaar bij de aanval op Pearl Harbor tot zinken werd gebracht door de luchtmacht van de Japanse Keizerlijke Marine. Op 25 maart 1942 was het slagschip gelicht om te worden hersteld voor de strijd. Het schip kwam weer in actie bij Saipan in juni 1944.

## Geschiedenis
De Japanse luchtvloot viel rond 08.00 u. op de zondagmorgen van 7 december 1941 de afgemeerde slagschepen aan, die aan de zuidoostkant van Ford Island lagen. Dit was de hoofdbetrachting van de Japanners, hoewel ze liever de vliegdekschepen hadden willen vernietigen. Die waren echter niet aanwezig. Nu moesten de slagschepen, de haveninstallaties en de vliegvelden van Wheeler, Kaneohe, Hickham en Ford Island er aan geloven.
De Japanse squadron-leider Murata en zijn Nakajima B5N "Kate"-vliegtuigen, die zich in twee groepen hadden verdeeld, begonnen kort na 08.00 u. laag over het water naar de Amerikaanse slagschepen te scheren. Dit was het eerste aanvalsdoel van de Japanse luchtmacht.
Hun aanvalsroute begonnen ze vanaf de noordkant van Oahu, over Kahuku Point, dan een boog naar de oostkant van het eiland om dan weer, via Barbers Point, noordwaarts te draaien en laag in de kanaalgeul van Pearl Harbor in te vliegen. Iedere piloot had een bepaald doel toegewezen gekregen en bij de eerste aanval werden de USS California (BB-44) en de USS West Virginia (BB-48) door één of meerdere torpedo's getroffen.
Ondertussen ontplofte de achterliggende USS Arizona (BB-39), waarvan de stukken metaal tot bij de USS California geslingerd werden.
Bij de tweede aanval werd de kruiser USS Helena (CA-75) tot zinken gebracht, terwijl de mijnenlegger USS Ogala, die ernaast lag, kapseisde. Deze lag op de stuurboordzijde op enkele meters van de kade nabij de droogdokken. Bij de tweede aanval werden kort na elkaar de lichte kruiser USS Raleigh (CL-7) en het doelschip USS Utah (AG-16) door torpedo's getroffen. Ondertussen had kapitein-luitenant-ter-Zee-Vlieger L. C. Ramsey, de boodschap: "Luchtaanval op Pearl Harbor. Dit is geen oefening, dit is geen oefening!", de ether ingezonden. Met ongeloof werden de radioberichten over de aanval ontvangen.
In de loop van 7 december werden in bijna alle huiskamers in de Verenigde Staten en dan in de rest van de wereld, het harde nieuws vernomen.
De Japanners volgden Futchida's instructies getrouw op, en Futchida vloog zelf eerst drie keer over de USS California, voor hij zijn bom plaatste.
Nadat de lange lijn Aichi D3A bommenwerpers op een hoogte van 3.600 meter over de haven gevlogen was, zwenkten ze rechtsaf.
In tegenovergestelde richting werd een tweede vlucht gemaakt. Maar intussen waren de Amerikanen van de eerste schrik bekomen en toen de Japanse bommenwerpers terugkwamen, ontmoetten ze hevig luchtafweervuur van scheepsgeschut en van op de wal opgestelde batterijen.
De USS California was ondertussen al flink beschadigd door de vele bominslagen en door enkele torpedo's aan bakboordzijde. Het slagschip lag op die plaats alleen, tegenover de andere slagschepen, die zij aan zij lagen. Enkele dagen voor de aanval had het schip naast de USS Nevada (BB-36) gelegen. De USS California bleef drijven, maar begon slagzij te maken naar bakboord. Het 36.600 ton metende schip werd in het begin van de aanval door twee torpedo's getroffen. Dit stond in de officiële verslagorder van de schadeomvang.
Toen uit de gebarsten olietanks, olie over de dekken vloeide, en het water door de grote gaten in de scheepsromp naar binnen gulpte, begon de USS California langzaam te zinken, voordat de waterdichte schotten gesloten hadden kunnen worden. Ook stonden de vele patrijspoorten die morgen nog open, om het schip te luchten. Hierdoor stroomde er nóg meer water in het schip, vooral door de lager gelegen patrijspoorten.
Later in de oorlog kreeg menig US oorlogsschip er heviger van langst dan de meeste in Pearl Harbor. Maar ze waren beter op de strijd voorbereid en ze konden zelfs op eigen kracht varen, nadat een deel van het schip volkomen vernield was. In Pearl Harbor waren de schepen geen van alle klaar voor het gevecht en dat was de reden dat veel zonken. Dat gold speciaal voor de USS California.
De kanonnen van het slagschip kwamen spoedig in actie, maar de inwendige energievoorziening in het schip viel uit en dat betekende dat munitie met de hand moest worden aangevoerd. Op het voor- en achterdek van het slagschip waren de kanonnen afgedekt met een groot zonnedekzeil. Na de eerste aanval op het schip werden in de haast de zeilen weggetrokken zodat de kanonnen vrij konden bewegen. Aan bakboord stegen enorme rookwolken op, terwijl uit de gescheurde olietanks brandende stookolie in het havenwater vloeide.
Met deze hopeloze situatie leek er weinig kans te zijn dat het slagschip behouden zou blijven, en dus werd het bevel; "Abandon ship !" (verlaat het schip) gegeven. De commandant van het slagschip, kapitein-ter-Zee J. W. Bunkley verliet als laatste zijn schip. 98 manschappen waren aan boord gesneuveld en 61 manschappen waren gewond geraakt.
Massaal gingen de overlevende manschappen van boord via klaarliggende gemotoriseerde reddings- en pendeldienstboten. De USS California zonk dieper, terwijl de grote kanonnen zwijgend naar boven wezen.
De USS California bleef nog echter drie dagen drijven en zonk toen langzaam weg in de modderige havenbodem. Net als de USS Nevada, zou de USS California later gelicht worden en opnieuw gereed gemaakt worden voor de strijd. Met uitzondering van de USS Arizona (BB-39) en USS Oklahoma (BB-37) gold dat trouwens voor alle schepen die beschadigd waren. De USS California was bijna schroot toen zij werd weggesleept naar een droogdok.
De Amerikaanse vlag wapperde nog aan de mast, ondanks de ravage aan boord.
De USS California werd gelicht en op 25 maart 1942 begon het herstel. Ze kwam terug in actieve dienst bij Saipan in juni 1944.

## Rapport van de aanval
- 07.50 u. - Er wordt algemeen alarm geblazen op de USS California. De matrozen aan dek staan met ongeloof naar het gebeuren te kijken, maar slaan zelf alarm en rennen naar hun gevechtsposten, terwijl het niet-dienstdoende personeel onderdeks nog ligt te slapen.
- 08.03 u. - Japanse torpedovliegtuigen komen laag aangevlogen aan bakboord. De M.G.'s 1 en 2 snelvuurkanonnen aan bakboord beginnen te vuren op de Japanse vliegtuigen. Nog niet gewend aan deze gevechtssituatie's missen de Amerikanen de "Val"-type-torpedovliegtuigen van de Japanners. Deze lossen hun torpedo's en zwenken af naar links.
- 08.05 u. - Twee torpedo's beuken aan bakboord in de romp en slaan een groot gat door de explosies. Veel dokwater stroomt binnen.
- 08.20 u. - Nog een torpedo slaat aan bakboord tegen de romp en ontploft. Het water gutst nog sneller naar binnen. Het schip begint over te hellen naar bakboord. Er zijn op dit momen al veel slachtoffers gevallen. Het water stroomt nu ook binnen via de vele openstaande patrijspoorten.
- 08.40 u. - Het slagschip trilt en schokt door 4 bominslagen. Een stuk van de bovenbouw wordt verwoest en het begint daar hevig te branden.
- 09.00 u. - Een bom treft de verdedigingsverschansing aan stuurboord. Er breken overal hevige branden uit.
- 09.25 u. - Het bakboordvliegtuig van het slagschip, een Curtiss SOC Seagull, kapseist door de slagzij die het schip maakt en valt overboord. De vliegtuigbrandstof kan hierdoor niet meer voor verheviging van de branden zorgen.
- 09.30 u. - Brand breekt uit op het hoofddek aan stuurboordzijde en aan de verdedigingsboordverschansing 3, 5 en 7. Amerikaanse matrozen blijven op de vliegtuigen vuren met de zware boordmitrailleurs.
- 10.02 u. - Olievuur op het wateroppervlak rondom het schip. Sleepboten van de marine starten met bluswerkzaamheden. De waterkanonnen doen dit zo goed dat het voorkasteel geblust wordt. Onderdeks ligt hier de munitie opgeslagen. Manschappen worden uit het water opgevist. Velen zijn verbrand door het olievuur.

## USS California (BB-44)
- Klasse: Tennessee-klasse
- Type: Slagschip US Navy
- Werf: Mare Island Navy Yard (Vallejo, Californië, USA)
- Gebouwd: 25 oktober 1916
- Te water gelaten: 20 november 1919
- In dienst gesteld: 10 augustus 1921
- Verloren gegaan: 7 december 1941, in Pearl Harbor, maar kwam terug in actie in juni 1944
- Einde dienst: 14 februari 1947
- Uit de vaart genomen: 1 maart 1959
- Verkocht: 10 juli 1959 en naar de sloop (afbraak) in Baltimore

### Technische gegevens
- Lengte: 624 voet - 190 meter
- Breedte: ong. 32 meter
- Diepgang: ong. 9 meter
- Waterverplaatsing: 32.300 BRT
- Machines: Turbo Electro - 4 assen
- Vermogen: 26.800 pk
- Snelheid: 21 knopen
- Bemanning: 1.407 manschappen

### Bewapening
- 4x3 = 12 x 350mm/50 kanonnen
- 12x1 = 12 x 125 mm/51 kanonnen
- 4x1 = 4 x 80 mm /50 luchtafweer snelvuurkanonnen
- 3 vliegtuigen
- 2 katapulten

### Zie alsook
- Lijst van schepen van de United States Navy (C)
- Zie USS California voor andere marineschepen met dezelfde naam